# Paralelepípedo

Paralelepípedo oblicuo.

El paralelepípedo (del latín parallelepipĕdum, y este del griego παραλληλεπίπεδον parallēlepípedon ‘planos paralelos’) es todo aquel poliedro de seis caras (por tanto, un hexaedro), en el que todas las caras son paralelogramos, paralelas e iguales dos a dos. Un paralelepípedo tiene 12 aristas, que son iguales y paralelas en grupos de cuatro, y 8 vértices. Por analogía, se relaciona con un paralelogramo de la misma forma que un cubo se relaciona con un cuadrado. En geometría euclidiana, estos cuatro conceptos —paralelepípedo y cubo en tres dimensiones, paralelogramo y cuadrado en dos dimensiones— están definidos, pero en el contexto de una geometría afín más general, en la que los ángulos no se diferencian, solo existen los paralelogramos y paralelepípedos.
Se pueden dar tres definiciones equivalentes de un paralelepípedo:
- Es un poliedro de seis caras (hexaedro), cada una de las cuales es un «paralelogramo».
- Es un «hexaedro» con tres pares de caras paralelas.
- Un prisma cuya base es un paralelogramo.

El paralelepípedo pertenece al grupo de los prismatoides, aquellos poliedros en los que todos los vértices se encuentran contenidos en dos planos paralelos.

## Elementos característicos
- Caras opuestas
- Aristas opuestas
- Vértices opuestos
- Diagonal
- Plano diagonal
- Base
- Altura

## Casos particulares
- Un paralelepípedo en el que todas sus bases son rectángulos, y por tanto todas sus caras son perpendiculares entre sí, es un ortoedro o paralelepípedo rectangular. Es un caso particular del paralelepípedo recto.
- Un paralelepípedo en el que todas sus bases son rombos idénticos es un romboedro o paralelepípedo oblicuo.
- Un paralelepípedo en el que todas sus bases son cuadrados es un «hexaedro regular» o cubo.

## Volumen

Forma de medir el volumen de un paralelepípedo oblicuo.

En el caso más general, el volumen de un paralelepípedo se calcula multiplicando el área de cualquiera de sus caras por la altura respecto de dicha cara. 

(1){\displaystyle V=A\ h\,}

En el caso más sencillo de que todas las caras sean perpendiculares entre sí, el volumen se calcula multiplicando las longitudes de las tres aristas convergentes en cualquier vértice.  

(2){\displaystyle V=w\ u\ v\,}

Por ejemplo, si las aristas de un paralelepípedo recto son 2, 3 y 6 cm entonces el volumen se obtiene multiplicando (2 cm)(3 cm)(6 cm) = 36 cm³.
En el caso particular del cubo, en el que todas las aristas tienen la misma dimensión, el volumen es el lado elevado al cubo:

(3){\displaystyle V=l^{3}\,}

En general, si {\displaystyle \mathbf {a} }, {\displaystyle \mathbf {b} } y {\displaystyle \mathbf {c} } son vectores que definen aristas concurrentes en un vértice, el volumen del paralelepípedo es igual al valor absoluto del producto mixto:

(4){\displaystyle V=|\mathbf {a} \cdot (\mathbf {b} \times \mathbf {c} )|\,}

La ecuación (4) es equivalente al valor absoluto del determinante de la matriz tridimensional formada por los vectores a, b y c como filas o columnas:

(5){\displaystyle V=\left|\det {\begin{bmatrix}a_{1}&a_{2}&a_{3}\\b_{1}&b_{2}&b_{3}\\c_{1}&c_{2}&c_{3}\end{bmatrix}}\right|}